# Slăvești
Slăvești – wieś w Rumunii, w okręgu Teleorman, w gminie Tătărăștii de Jos. W 2011 roku liczyła 678 mieszkańców.